# Megalomus minor
Megalomus minor là một loài côn trùng trong họ Hemerobiidae thuộc bộ Neuroptera. Loài này được Banks in Baker miêu tả năm 1905.